# Hrethel
Hrethel (inglés antiguo: Hrēðel; protogermánico: Hrōþilaz; nórdico antiguo: Hreðel) fue un caudillo vikingo, rey de los gautas en la Era de Vendel según el poema épico Beowulf. Era hijo o yerno del jarl Swerting y su sucesor. Tuvo tres hijos varones Hygelac, Hæþcyn y Herebeald y una hija mujer que casó con Ecgþeow de la dinastía Wægmundings y tuvieron un hijo, Beowulf.
Hrethel apadrinó a su propio nieto (Beowulf) tomándole en su séquito a la edad de siete años. El apadrinamiento era una costumbre habitual entre los pueblos germánicos y no significa que Ecgþeow renunciase a su educación; de hecho tal práctica fortalecía las relaciones y vínculos familiares, creando lazos de compromiso, afecto y responsabilidad compartida. Beowulf expresa agradecimiento a su abuelo de forma explícita:
Esto descubre al amado señor por la gente
Me recibió de mi padre cuando yo tenía siete años
El rey Hrethel me guardó y me crió,
me dio riqueza y mesa, cierto nuestro parentesco.
Toda su vida él [me amó como sus tres propios hijos].
Hreðel murió de pena cuando su hijo mayor Herebeald falleció en un accidente de caza por su propio hermano Hæþcyn, una muerte que no pudo ser vengada. Le sucedió en el trono Hæþcyn.